# MZ 737
La MZ 737 era una motozattera classe MZ della Regia Marina durante il secondo conflitto mondiale.

La motozattera MZ 729

Le motozattere avevano una stazza di 240 t ed il fondo piatto essendo state concepite per partecipare all'Operazione C3 (l'invasione di Malta) per sbarcare direttamente sulla spiaggia, attraverso un ampio portellone, 3 carri armati M13/40 e circa cento fanti.
Annullata l'invasione di Malta, le motozattere furono impiegate per il trasporto di rifornimenti tra Italia e Libia o tra le guarnigioni africane.
Avevano un'autonomia di 1200 miglia marine  e tre motori da 150 cv l'uno, collegati a tre distinte eliche, che imprimevano una velocità di crociera di 11 nodi, ed erano, inoltre, praticamente inaffondabili, in quanto dotate di 34 compartimenti stagni.
Il loro armamento era costituito da un cannone 76/40 Mod. 1916 R.M. antiaereo ed una mitragliera Scotti-Isotta-Fraschini 20/70, ma alcuni comandanti montarono anche la mitragliatrice da 7,7 su affusti a forcella recuperati da carri armati britannici preda di guerra.

L'imbarcazione dopo l'ultimo cambio di distintivo ottico

Le motozattere erano numerate MZ da 701 a 800 in quanto erano un prodotto assolutamente tedesco costruito su licenza, con motori diesel OM del modello BXD progettato per le Littorine e armamento italiano, ma per il resto la 1ª serie, a cui apparteneva la MZ 737, era assolutamente identica al modello tedesco MFP-A (i tedeschi la chiamavano MZ Typ A), per cui la numerazione era una parte di quella delle MFP (Marine Faehr Prahm) tedesche.
Le MFP tedesche erano state realizzate su licenza, a partire dal 1941, in un gran numero di cantieri, inclusi quelli olandesi, belgi, francesi, italiani. Spesso venivano prima costruite in cantieri tedeschi o olandesi, poi smontate e riassemblate in Francia e in Italia. Dopo l'8 settembre, i cantieri italiani del Nord vennero utilizzati per fabbricare, e non più solo per assemblare unità prefabbricate, un buon numero di MFP di modelli più avanzati per la Kriegsmarine, abbandonando e demolendo quelle italiane non arrivate a buon fine. Per questa ragione alla fine della guerra nelle acque italiane del Nord si trovavano un buon numero di MFP di vari modelli in condizioni più o meno utilizzabili e tra queste la Marina Militare cercò di pescare il meglio, per integrare le motozattere italiane superstiti il cui numero, anche contando qualche recupero, era limitato.

In disarmo a Venezia nel 1988

La MZ 737, costruita dai CNR di Ancona tra febbraio e giugno 1942, entrò in servizio nel 1942 nel settembre 1943 si trovava alla Maddalena. Al termine del conflitto entro a far parte della Marina Militare e poichà le clausole del trattato di pace non consentivano all'Italia di avere mezzi da sbarco, le unità superstiti di questo tipo vennero classificate Moto Trasporto Costiere e la MZ 737 venne denominata MTC. 1005 nel 1950. La designazione MTC è stata attribuita a tutte le unità con decorrenza 1º maggio 1950, nel corso della riorganizzazione della Marina Militare seguita all'adesione alla NATO avvenuta nell'aprile 1949.
Successivamente questo tipo di unità venne classificato come nave ausiliaria con distintivo ottico costituito dalla lettera A seguita da quattro numeri, il cui primo era il numero 5 e la MTC 1005 venne contraddistinta dal nuovo distintivo ottico A 5345. 
L'unità navale andò in disarmo nel 1987 e venne radiata negli anni novanta per poi essere restaurata ed esposta nel museo presso l'Arsenale di Venezia, collocata nel museo storico, insieme alla MS 473 e al sottomarino Enrico Dandolo.